# Juha Helin
Juha Kyösti Sakari Helin (ur. 4 stycznia 1954 w Kemi) – fiński piłkarz występujący na pozycji obrońcy.

## Kariera klubowa
Helin karierę rozpoczynał w 1973 roku w zespole RoPS. W 1976 roku odszedł do Haki. W tym samym roku wywalczył z nią wicemistrzostwo Finlandii, a w 1977 roku mistrzostwo Finlandii i Puchar Finlandii. W 1981 roku wrócił do RoPS. W tym samym roku spadł z nim z pierwszej ligi do drugiej. W kolejnym roku awansował jednak z powrotem do pierwszej. W RoPS grał do 1985 roku. Potem występował jeszcze w drużynie RoLa, gdzie w 1987 roku zakończył karierę.

## Kariera reprezentacyjna
W reprezentacji Finlandii Helin zadebiutował 11 sierpnia 1976 w przegranym 0:6 meczu Mistrzostw Nordyckich ze Szwecją. W 1980 roku znalazł się w kadrze na Letnie Igrzyska Olimpijskie, zakończone przez Finlandię na fazie grupowej. W latach 1976–1981 w drużynie narodowej rozegrał 15 spotkań.